# مراسم جهانی دوچرخه‌سواری لخت

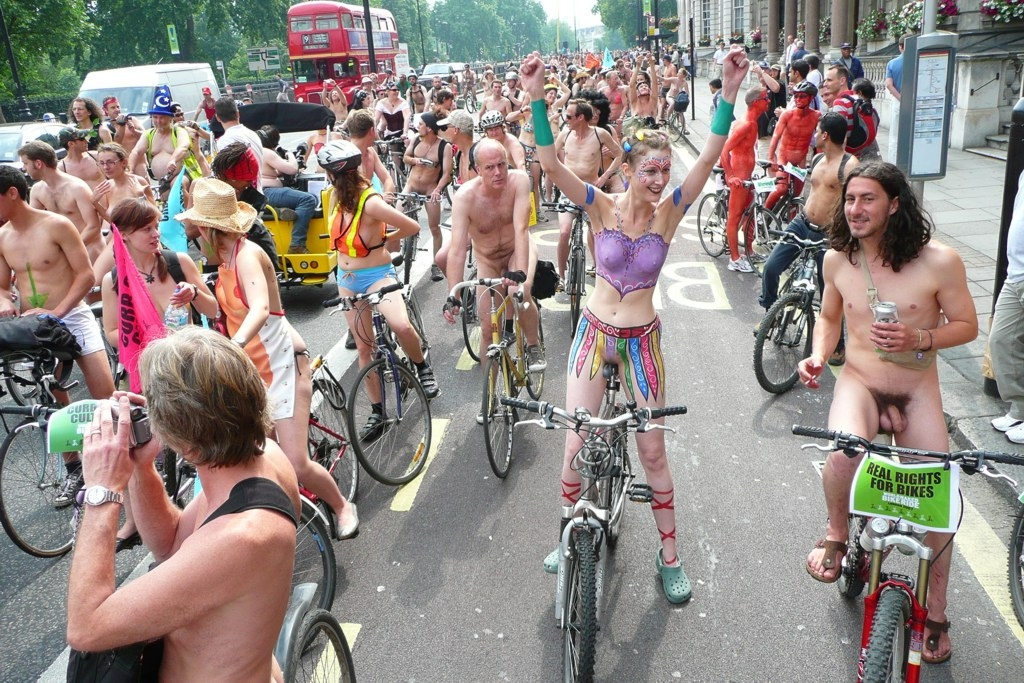
شرکت‌کنندگان در مراسم جهانی دوچرخه‌سواری لخت در شهر لندن به سال ۲۰۰۷.

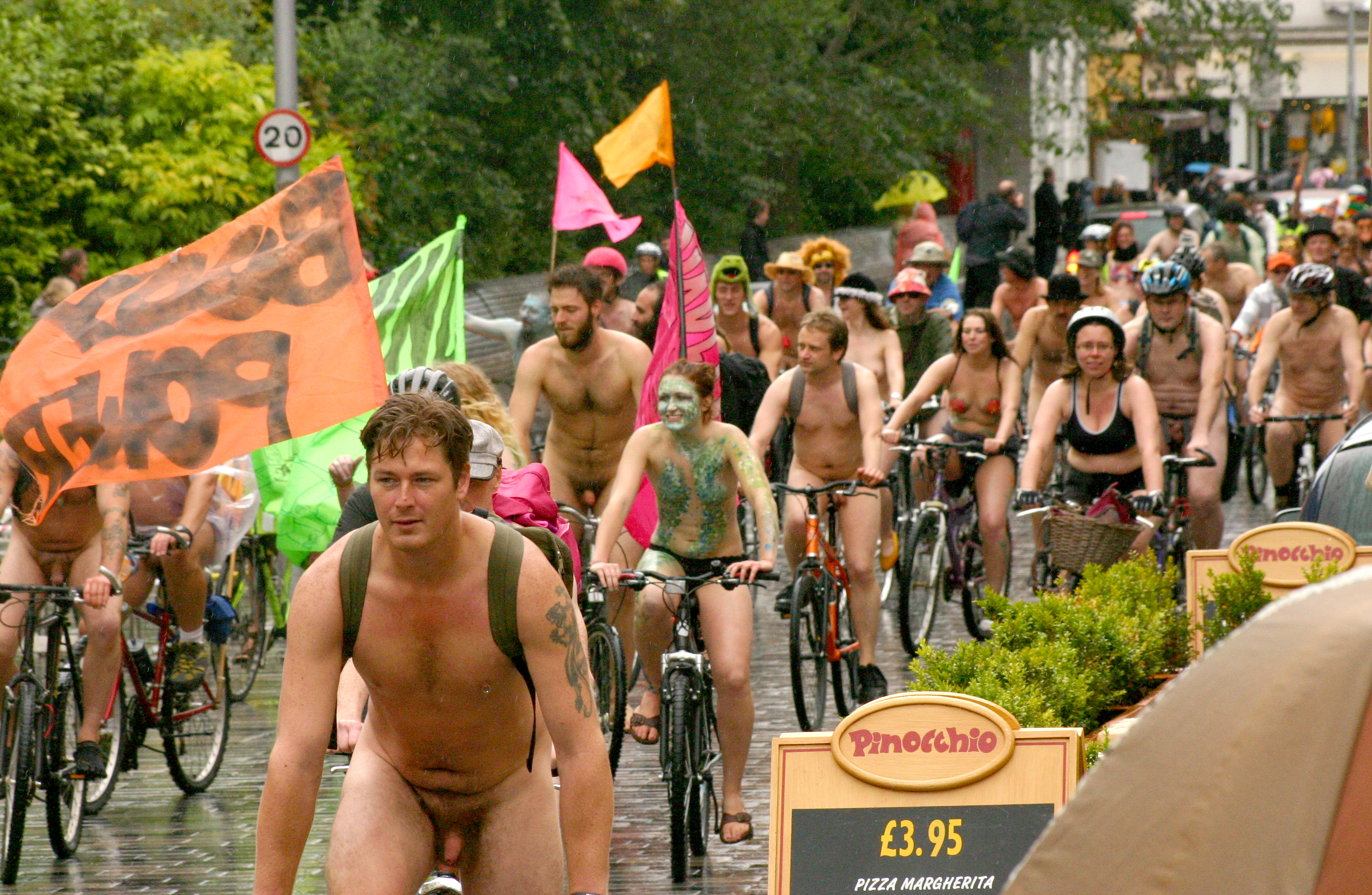
مراسم دوچرخه‌سواری لخت در شهر برایتون به سال ۲۰۱۱.

مراسم جهانی دوچرخه‌سواری لخت، (به انگلیسی: World Naked Bike Ride)) (WNBR) یک گردهم‌آیی از دوچرخه‌سوارانی است که لخت یا با کم‌ترین لباس اقدام به راندن دوچرخه یا هر وسیله نقلیه دیگر که با نیروی انسانی کار می‌کند، می‌نمایند. بیش‌تر این افراد از دوچرخه بهره می‌گیرند اما اسکیت‌برد و رول‌اسکیت این‌لاین) نیز به جهت «به نمایش گذاردن یک جهان از نظر بدنی پاک‌تر و امن‌تر» در این مراسم استفاده می‌شوند.
شعار کد پوشش در مراسم دوچرخه‌سواری لخت این است: «تا جایی که جرات دارید، لخت شوید». در این مراسم، برهنگی یا پوشیدن کم‌ترین لباس توصیه می‌شود اما الزامی نیست. هیچ الزامی برای پوشاندن بخش‌های خصوصی بدن در این مراسم وجود ندارد که همین، یکی از ویژگی‌هایی است که این مراسم را با دیگر مراسم دوچرخه‌سواری در دنیا متفاوت می‌کند.
همچنین، خلاقیت در نحوه نمایش خود نیز در این مراسم تشویق می‌شود تا توجه عموم و رسانه‌ها هرچه بیش‌تر به این مراسم جلب شود تا شرکت‌کنندگان بتوانند یک تجربه فرح‌بخش و شاد داشته باشند. هنرهای بدنی همچون نقاشی روی بدن از جمله کارهای خلاقانه در این مراسم به‌شمار می‌آید و از جمله دیگر کارهای خلاقانه می‌توان به پوشیدن لباس‌های ویژه، تزئین دوچرخه‌ها، حمل دستگاه‌های پخش موسیقی با قدرت بالا، نواختن ادبات موسیقی و دیگر صدادرآرها.
رویدادهای پیش و پس از مراسم نیز جذابیت ویژه خود را دارند. در این رویدادها، گروه‌های موسیقی، دی‌جی‌ها، نقاش‌های بدن، سازنده‌های سازه‌های موقتی، سیاسی‌ها و اغذیه‌ای‌ها اقدام به ارائه خدماتشان می‌کنند. گاهی برخی چهره‌های هنری مشهور در زمینه نقاشی بدن در این مراسم هنر خود را ارائه می‌کنند.
این مراسم، شاخه‌ای از کریتیکال مس است که به طنز آن را کریتیکال اس می‌نامند که به معنی گونه‌ای اعتراض سیاسی، تئاتر خیابانی، میهمانی، مراسم برهنگی عمومی و تفریحات همراه با برهنگی نیز قلمداد شده‌است و از همین روی، افراد بسیاری را به خود جلب می‌کند.

## فیلم‌ها
- "مراسم جهانی دوچرخه‌سواری لخت"، به یونانی (Βγήκαμε από τα Ρούχα Μας; 27' Greece, ۲۰۰۹) با زیرنویس انگلیسی، برنده یازدهمین جایزه بهترین فیلم از دیدگاه تماشگران در جشنوارهٔ فیلم ثسالونیکی به سال ۲۰۰۹.[۳]
- "مراسم جهانی دوچرخه‌سواری لخت: مستند کوتاه" (تورنتو)
- مراسم جهانی دوچرخه‌سواری لخت (۳۱ دقیقه، ساخت انگلیس به سال ۲۰۰۹) به کارگردانی جانی زاپاتوس از کمپانی‌های التیتود فیلمز به گویندگی جان اسنو.
- عورت‌نمایی در خودرو: داستان مراسم جهانی دوچرخه‌سواری لخت، تولید کنراد شیمید[۴]
- تا جایی که جرات دارید، لخت شوید: مراسم جهانی دوچرخه‌سواری لخت در پورتلند (Portland, OR) به کارگردانی ایان مک‌کلاسکی[۵]

## در اخبار
- انقلابی در دوچرخه‌سواری اخبار مراسم جهانی دوچرخه‌سواری لخت از کریتیکال نیوز و سوپر هیرو سرویس رایدز.
- «مراسم جهانی دوچرخه‌سواری لخت در لندن». Thecurrentaffairs.com. بایگانی‌شده از اصلی در ۲۱ ژوئیه ۲۰۱۱. دریافت‌شده در ۲۰۱۰-۷-۱۳. تاریخ وارد شده در |تاریخ بازبینی= را بررسی کنید (کمک)

## مطالعه بیش‌تر
- Sustainability and Cities: Overcoming Automobile Dependence (Paperback) by Peter Newman, Jeffrey Kenworthy (Island Press, فوریه ۱۹۹۹) ISBN 1-55963-660-2
- The Offense of Public Nudity by Mark Storey
- The World Naked Bike Ride Book by Richard Foley

### وب‌سایت‌های رسمی
- World Naked Bike Ride وب‌سایت رسمی – اطلاعات عمومی و دیگر منابع
- مراسم جهانی دوچرخه‌سواری لخت در یاست ویکی – در این وب‌سایت، تقویم رویدادهای مرتبط با مراسم قرار داده می‌شود. همچنین علاقه‌مندان قادرند درخواست ثبت‌نام کنند.
- مراسم جهانی دوچرخه‌سواری لخت - وب‌سایت رسمی مراسم در لوس‌آنجلس
- سانفرانسیسکو (جایی که هرگونه برهنگی در ملاء عام تا فوریه ۲۰۱۳ مجاز بوده‌است)
- مراسم جهانی دوچرخه‌سواری لخت بایگانی‌شده  در ۳ دسامبر ۲۰۱۳ توسط Wayback Machine وب‌سایت رسمی مراسم در یونان
- مراسم جهانی دوچرخه‌سواری لخت در ولز
- مراسم جهانی دوچرخه‌سواری لخت در فنلاند Cyclonudista WNBR
- مراسم جهانی دوچرخه‌سواری لخت در اسپانیا

### تصاویر و نگاره‌ها
- دوچرخه‌سواری لخت در سانفرانسیسکو (نگاره‌های هفتگی اس‌اف)
- بایک‌ورز (نگاره‌های دوچرخه‌سواری لخت در لندن و برایتون به سال ۲۰۰۹)
- مراسم دوچرخه‌سواری لخت در لندن به سال ۲۰۰۹ بایگانی‌شده  در ۳ اکتبر ۲۰۱۶ توسط Wayback Machine (نگاره‌های لندن از پیکسلز)
- مراسم دوچرخه‌سواری لخت در لندن به سال ۲۰۰۸ بایگانی‌شده  در ۳ مارس ۲۰۱۶ توسط Wayback Machine (نگاره‌های لندن از پیکسلز)
- مراسم جهانی دوچرخه‌سواری لخت (نگاره‌های برایتون به سال ۲۰۰۸)
- مراسم جهانی دوچرخه‌سواری لخت (نگاره‌های برایتون به سال ۲۰۰۶)
- مراسم دوچرخه‌سواری لخت (۳۱ دقیقه، انگلستان، سال ۲۰۰۶) اثر جانی زاپاتوس ازهای التیتود فیلمز - داستان نخستین مراسم دوچرخه‌سواری لخت در لندن (۴ بخش)
- نگاره‌های مراسم جهانی دوچرخه‌سواری لخت در وب‌سایت فلیکر
- هیچ‌گاه تنها دوچرخه‌سواری نکنید - مستندی شامل تاریخچه مراسم جهانی دوچرخه‌سواری لخت
- پلیس ساحلی در میامی می‌گوید دوچرخه‌سواری لخت، مجاز نیست.
- نگاره‌های مراسم جهانی دوچرخه‌سواری لخت در سیاتل به سال ۲۰۰۶
- نگاره‌های مراسم جهانی دوچرخه‌سواری لخت در سیاتل به سال ۲۰۰۴
- پلیس در سائوپائولوی برزیل در حال سوء استفاده از یک دوچرخه‌سوار لخت.
- مراسم جهانی دوچرخه‌سواری لخت در ژوئن ۲۰۱۱ لندن
- تصاویر مراسم جهانی دوچرخه‌سواری لخت در سنت لوئیس به سال ۲۰۱۲[پیوند مرده]